# Kabinett Carstensen I
Das Kabinett Carstensen I bildete die Landesregierung von Schleswig-Holstein vom 27. April 2005 bis zum 27. Oktober 2009. Peter Harry Carstensen wurde am 27. April 2005 zum Ministerpräsidenten gewählt.
| Amt                                                | Name                                                                                     | Partei | Partei      |
| -------------------------------------------------- | ---------------------------------------------------------------------------------------- | ------ | ----------- |
| Ministerpräsident                                  | Peter Harry Carstensen                                                                   |        | CDU         |
| Stellvertreter(in) des Ministerpräsidenten         | Ute Erdsiek-Rave bis 21. Juli 2009 Christian von Boetticher                              |        | SPD         |
| Stellvertreter(in) des Ministerpräsidenten         | Ute Erdsiek-Rave bis 21. Juli 2009 Christian von Boetticher                              | CDU    |             |
| Inneres                                            | Ralf Stegner bis 15. Januar 2008 Lothar Hay 15. Januar 2008–21. Juli 2009 Rainer Wiegard |        | SPD         |
| Inneres                                            | Ralf Stegner bis 15. Januar 2008 Lothar Hay 15. Januar 2008–21. Juli 2009 Rainer Wiegard | SPD    |             |
| Inneres                                            | Ralf Stegner bis 15. Januar 2008 Lothar Hay 15. Januar 2008–21. Juli 2009 Rainer Wiegard | CDU    |             |
| Justiz, Arbeit und Europa                          | Uwe Döring bis 21. Juli 2009 Peter Harry Carstensen                                      |        | SPD         |
| Justiz, Arbeit und Europa                          | Uwe Döring bis 21. Juli 2009 Peter Harry Carstensen                                      | CDU    |             |
| Finanzen                                           | Rainer Wiegard                                                                           |        | CDU         |
| Wissenschaft, Wirtschaft und Verkehr               | Dietrich Austermann bis 8. Juli 2008 Werner Marnette bis 29. März 2009 Jörn Biel         |        | CDU CDU CDU |
| Soziales, Gesundheit, Familie, Jugend und Senioren | Gitta Trauernicht bis 21. Juli 2009 Christian von Boetticher                             |        | SPD         |
| Soziales, Gesundheit, Familie, Jugend und Senioren | Gitta Trauernicht bis 21. Juli 2009 Christian von Boetticher                             | CDU    |             |
| Landwirtschaft, Umwelt und ländliche Räume         | Christian von Boetticher                                                                 |        | CDU         |
| Bildung und Frauen                                 | Ute Erdsiek-Rave bis 21. Juli 2009 Jörn Biel                                             |        | SPD         |
| Bildung und Frauen                                 | Ute Erdsiek-Rave bis 21. Juli 2009 Jörn Biel                                             | CDU    |             |

Am 15. Juli 2009 gab Peter Harry Carstensen bekannt, die Koalition mit der SPD nicht mehr fortführen zu wollen. Nachdem ein von der CDU-Fraktion im Landtag beantragter Beschluss zur Parlamentsauflösung am 20. Juli gescheitert war, stellte Carstensen am 23. Juli die Vertrauensfrage, die er erwartungsgemäß verlor. Dadurch wurde der Weg frei für Neuwahlen, die am 27. September 2009 parallel zur Bundestagswahl 2009 stattfanden. Bereits am 20. Juli entließ er alle vier SPD-Minister. Damit war die Große Koalition endgültig beendet. Schleswig-Holstein wurde bis zur Vereidigung des Kabinetts Carstensen II (CDU und FDP) von einer CDU-Minderheitsregierung geführt.